# جوزيف ر. غاربر
جوزيف ر. غاربر (بالإنجليزية: Joseph R. Garber)‏ (14 أغسطس 1943، فيلادلفيا في الولايات المتحدة - 27 مايو 2005، ريدوود في الولايات المتحدة)؛ كاتب وروائي أمريكي. درس في جامعة فرجينيا.